# Jiřího z Poděbrad (metrostation)
Jiřího z Poděbrad is een metrostation in Praag aan lijn A. Het station is genoemd naar de middeleeuwse koning George van Podiebrad. Het station werd geopend op 19 december 1980.
Het station is gelegen aan het plein Náměstí Jiřího z Poděbrad in de wijk Vinohrady.
Van 2021 tot 2024 werd het station gerenoveerd. Hierdoor was het station in 2023 geruime tijd buiten gebruik; de metro's reden langs het station zonder er te stoppen.
Nemocnice Motol · Petřiny · Nádraží Veleslavín · Bořislavka · Dejvická · Hradčanská · Malostranská · Staroměstská · Můstek · Muzeum · Náměstí Míru · Jiřího z Poděbrad · Flora · Želivského · Strašnická · Skalka · Depo Hostivař